# Do You
〈Do You〉是美國創作歌手尼歐於2007年發行的單曲，歌曲講述他在懷疑自己的前女友有否在分手後想起自己。歌曲為他的第二張錄音室專輯《Because of You》發行的第二支單曲，於2007年6月12日當週派往電台發行。尼歐在接受《BET》的訪問時提及〈Do You〉為他收錄於出道專輯《我說》的歌曲〈So Sick〉續篇。
歌曲於7月30日於英國作為下載限定單曲發行，其後最高登上當地單曲榜第100位。

## 重混版本
歌曲一共發行兩個男女對唱重混版，兩個版本皆由女性歌手以不同歌詞演唱歌曲第二段，其中一個版本為與美國節奏藍調歌手玛丽·布莱姬的合唱版，而第二個版本則為與日裔美國混行歌手宇多田光以Utada名義合作的版本。Utada的合作版於2007年11月21日以日本作線上發行，作為她的第27支單曲兼第7支英語單曲。此版本其後收錄於《Ne-Yo: The Collection》日本精選輯。

## 銷售榜單
| 榜單（2007年）                             | 最高 位置 |
| ------------------------------------------ | --------- |
| 巴西（巴西唱片業協會）                     | 14        |
| 日本（RIAJ唱協下載鈴聲百強榜）             | 35        |
| 英國單曲排行榜                             | 100       |
| 美國（《告示牌》百強單曲榜）               | 26        |
| 美國（《告示牌》節奏藍調及嘻哈熱門歌曲榜） | 3         |
| 美國（《告示牌》節奏榜）                   | 24        |

## 資料來源
1. ↑  .   [2007-07-19]. （原始内容存档于2011-10-02）.
2. ↑   (PDF). ABPD. October 6, 2001  [April 1, 2014]. （原始内容存档 (PDF)于2016-04-08）.
3. ↑  . RIAJ. 2007-12-20  [2010-09-17]. （原始内容存档于2014-08-27） （日语）.
4. ↑  .   [2021-08-14]. （原始内容存档于2017-07-10）.

## 外部連結
- 〈Do You〉歌詞 （页面存档备份，存于）（英文）